# Kadabanahalli, Sakleshpur
Kadabanahalli là một làng thuộc tehsil Sakleshpur, huyện Hassan, bang Karnataka, Ấn Độ.